# Posiólok

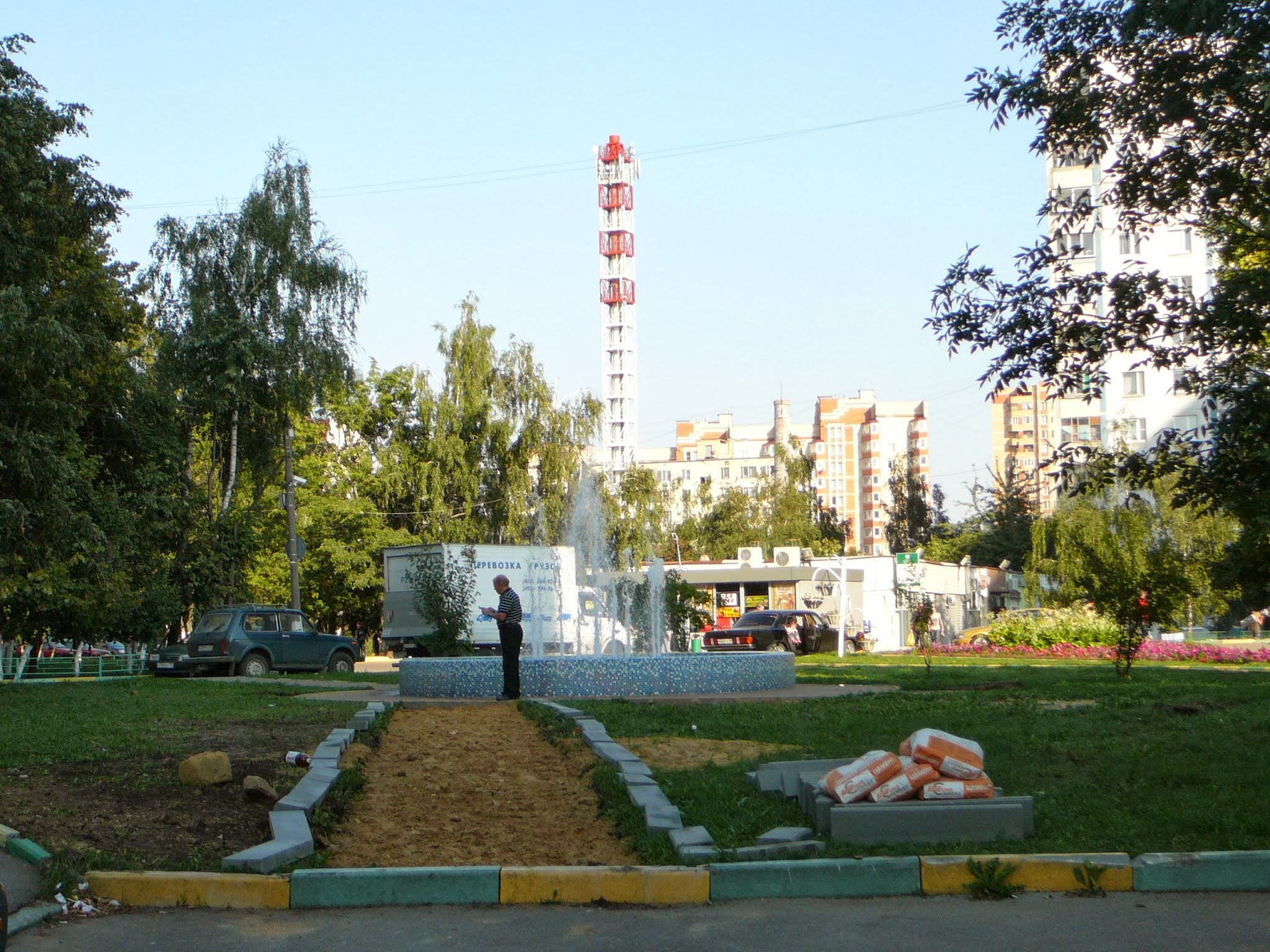
Razvilka, localidad rural ubicada en la óblast de Moscú, Rusia.

Posiólok o Pasiólak o Sélische (en ruso: Посёлок, en bielorruso: Пасёлак, en ucraniano: Селище) es uno de los tipos de localidades habitadas en Rusia, Bielorrusia, Ucrania y Kazajistán.
A diferencia de otras localidades, el poblado puede ser de tipo rural —en ruso: посёлок сельского типа—, cuya población cuenta como población rural, o urbano —en ruso: посёлок городского типа—, cuya población cuenta como urbana. Normalmente el término posiólok sin más añadidura se refiere a un asentamiento rural cuya actividad económica puede ser agrícola o mixta, pudiéndose encontrar la forma posiólok sélskogo tipa (en ruso: посёлок сельского типа). Ni en la legislación ucraniana ni en la rusa se hallan definiciones precisas para el término ni un criterio para diferenciar el posiólok del seló. A menudo se trata de localidades pequeñas que tenían por nombre histórico jútor (aproximadamente "caserío"), como posiolki pesqueros o de dachas, que normalmente pertenecen al municipio del pueblo más grande en la zona. Los asentamientos de tipo urbano (posiolki goródskogo tipa) suelen estar cerca de la ciudad o cerca de fábricas o centros industriales. A veces se refiere a partes de ciudades que anteriormente constituían entidades administrativas independientes.
En Bielorrusia, este estatus administrativo se desarrolló a partir de mediados del siglo XX.